# 瞳の中のファーラウェイ
「瞳の中のファーラウェイ」（ひとみのなかのファーラウェイ）は、1989年2月21日にビクター音楽産業からリリースされたアイドル歌手時代の長山洋子の15枚目のシングル。

## 解説
表題曲「瞳の中のファーラウェイ」は、永野護の漫画『ファイブスター物語』を原作として、1989年3月11日に東宝配給で劇場公開された同名アニメーション映画の主題歌として使用された。売上枚数は約3.3万枚。
シングルカセットにはオリジナル・カラオケを追加収録。
1989年6月7日には、『ファイブスター物語』のイメージ・ミニ・アルバムと称し、表題曲「瞳の中のファーラウェイ」の別歌詞バージョンを含む3曲入り12cmCDが発売された。

## シングル収録曲
1. 瞳の中のファーラウェイ
作詞：川村真澄 / 作曲：石田正人 / 編曲：西平彰
2. 永遠のブルー
作詞：平井森太郎 / 作曲：和田典久 / 編曲：山川恵津子

## ミニ・アルバム収録曲
1. 瞳の中のファーラウェイ PART II 〜Oh, Run Away〜
作詞：遠藤京子 / 作曲：石田正人 / 編曲：西平彰
※歌詞が異なるバージョン。
2. ニュー・デイ・フォー・ユー (Five Star Mix)
作詞・作曲：Basia Trzetzelewska, Danny White, Peter Ross / 日本語詞：森田由美 / 編曲：井上ヨシマサ、米光亮
※1988年3月9日に発売されたアルバム『トーキョー・メニュー』に収録された同名曲[6]の別バージョン。
3. 瞳の中のファーラウェイ
作詞：川村真澄 / 作曲：石田正人 / 編曲：西平彰